# Feng Congde

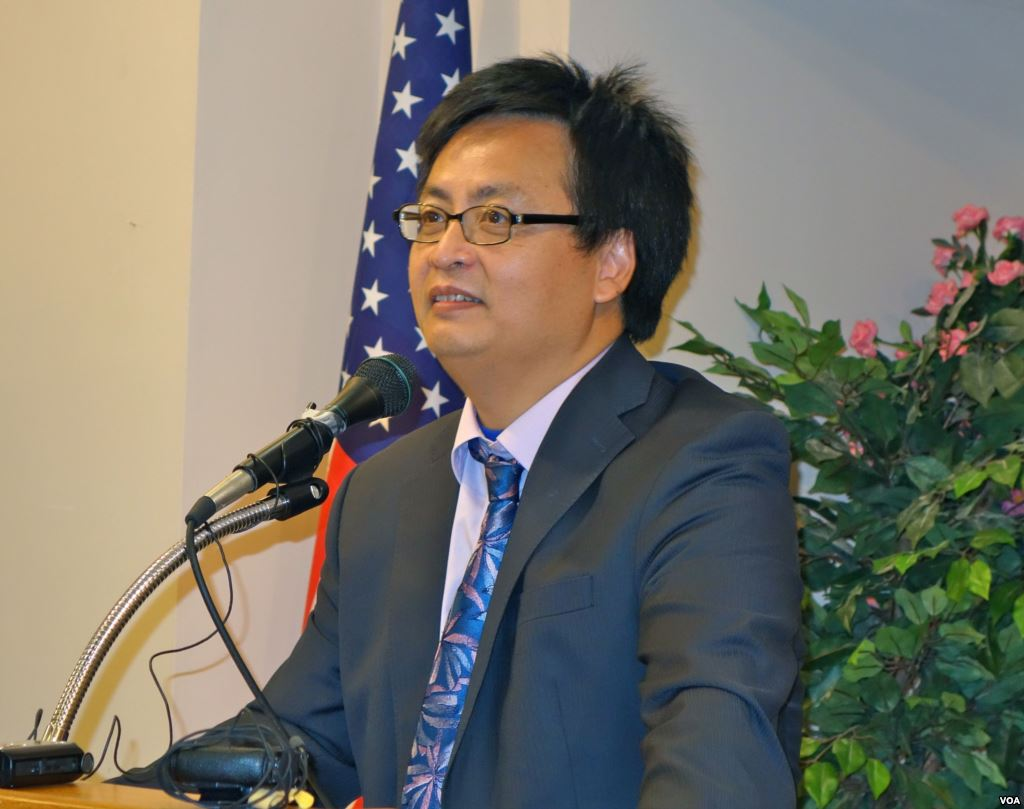
Feng Congde 封从德 an der Tiananmen-Universität für Demokratie

Feng Congde (vereinfachtes Chinesisch: 封 从 德, traditionelles Chinesisch: 封 從 德; Pinyin: Fēng Cóngdé, * 1966 in Szechuan) ist ein chinesischer Dissident. Feng war Doktorand der Physikabteilung an der Universität Peking. Feng wurde während der Proteste auf dem Tiananmen-Platz 1989 als Studentenführer der Pekinger Universität bekannt. Die Universität ließ ihn auf die Liste der 21 meistgesuchten Personen der chinesischen Regierung stellen. Feng versteckte sich zehn Monate lang an verschiedenen Orten in China, bis er auf einem Schiff nach Hongkong geschmuggelt wurde. Danach ging er nach Paris, wo er an einem Doktorgrad in Anthropologie arbeitete.
Feng und Chai Ling, eine Mitstudentin und seine damalige Frau, erhielten von der französischen Regierung eine Sondererlaubnis, sich nach Frankreich einzuschmuggeln und in Begleitung eines französischen Diplomaten heimlich nach Paris zu fliegen. Feng lebte 15 Jahre in Frankreich. Im Jahr 2003 erhielt er den Doktorgrad für religiöse Wissenschaften über Taoismus und Traditionelle Chinesische Medizin in Sorbonne, Paris. Feng lebt in San Francisco und setzt sich weiterhin für Freiheit und Demokratie in China ein. Feng bemüht sich die Ereignisse auf dem Tiananmen-Platz durch seine Teilnahme an Social Media und seiner Website 64memo.com darzustellen. Feng ist Autor des Buches A Tiananmen Journal: Republic on the Square, das im Jahr 2009 auf Chinesisch veröffentlicht wurde. Seit 2014 ist er geschäftsführender Direktor der Tiananmen-Akademie.

## Leben vor und während der Tiananmen-Platz-Proteste 1989
Während der pro-demokratischen Studentenbewegung auf dem Platz des Himmlischen Friedens 1986–1987 war Feng Congde Doktorand an der Universität Peking und wurde kurz verhaftet, weil er an der Bewegung teilgenommen hatte. Gleich nach seiner Freilassung sprach er über seine Erfahrungen bei dem Protest und der Reaktion der Regierung gegenüber den Studenten. Hierbei begegnete ihm Chai Ling und die beiden bauten eine Beziehung auf, die im Frühjahr 1988 zu einer Eheschließung führte. Feng wurde an der Boston University für Postgraduiertenstudien zugelassen.
Am 18. April 1989 gingen viele Studenten der Universität Peking zum Platz des Himmlischen Friedens, um den Tod von Hu Yaobang zu betrauern. Hu Yaobang war ein Symbol für Reform und Gerechtigkeit und wurde von vielen Studenten und Gegnern des Regimes verehrt. Polizisten mit Gummiknüppel griffen die Demonstranten vor dem Xinhua-Tor an, und diese Konfrontation führte dazu, dass sich Organisationen bildeten, die die Tiananmen-Platz-Proteste von 1989 anführten. Feng kam an die Spitze der Bewegung und wurde Gründungsmitglied des Vorbereitungsausschusses für die Einrichtung von unabhängigen Studentenorganisationen.
Im Laufe der Bewegung wurde Feng zum Vorsitzenden der Koalition der Unabhängigen Studentenvereinigungen von Peking sowie zum stellvertretenden Vorgesetzten der Hungerstreikgruppe auf dem Platz des Himmlischen Friedens ernannt, danach zum stellvertretenden Vorgesetzten des Verteidigungshauptsitzes des Tiananmen-Platzes. Obwohl er ein charismatischer Studentenführer war, soll Feng oft von den Protesten und den politischen Kämpfen anderer Studentenführer enttäuscht gewesen sein, und bei bestimmten Dingen der Bewegung soll er nicht an der Studentenführung teilgenommen haben.

## Leben nach dem Protest auf dem Tiananmen-Platz 1989
Feng Congde und Chai Ling verließen bald nach der Niederschlagung Peking. Ihre Namen standen auf der Liste der 21 meistgesuchten Studentenführer. Dem Ehepaar gelang es, nach Hongkong und schließlich im April 1990 nach Paris einzureisen. Da Feng und Chai unterschiedliche Sichtweisen über Mittel und Wege hatten, wie die Nachwirkungen der Bewegung des 4. Juni zu handhaben sind und wie in China  Demokratie gefördert werden sollte, ließen sich die beiden Ende 1990 scheiden. Feng nahm an Anhörungen von Diskussionen über den meistbegünstigten Nationsstatus Chinas teil.
Feng beendete Anfang 1991 die Aktennotiz der Studentenproteste 1989 (八九 學運 備忘錄), den Entwurf des Buches A Tiananmen Journal: Republic on the Square. Feng hatte im Jahr 2000 die Idee, eine Website einzurichten, um Informationen über die Studentenbewegung 1989 zur Verfügung zu stellen. Im darauffolgenden Jahr gründete er die Website www.64memo.com.

## Reaktion über den Dokumentarfilm The Gate of Heavenly Peace
Trotz der vielen positiven Bewertungen in den US-Medien für The Gate of Heavenly Peace (das Tor des himmlischen Friedens) schickte Feng Congde, mit Unterstützung von anderen Tiananmen-Überlebenden sowie Teilnehmern und Unterstützern, im Jahr 2009 einen „offenen Brief“ an die Regisseure und Produzenten des Dokumentarfilms. Er sprach mehrere Probleme des Dokumentarfilms an und drängte die Produzenten, „die falsche Berichterstattung und Bearbeitung“ im Film zu korrigieren. Feng kritisierte auch die Produzentin Carma Hinton wegen ihrer Verbindung zu chinesischen Beamten (insbesondere Zhou Enlai und Zhang Chunqiao) und ihrer Teilnahme an der Kulturrevolution.
- „…Ich möchte leben…“ – Chai Ling beim Philip-Cunningham-Interview.[5]

Feng argumentierte, dass die Produzenten des Dokumentarfilms die Sprache von Chai Ling benutzt hätten, um die Wahrheit zu manipulieren und einen falschen Eindruck zu vermitteln, dass sie vor der Niederschlagung am 4. Juni 1989 weggelaufen sei. Feng behauptete, dass die Filmproduzenten die Rede von Chai vom 8. Juni in dem Dokumentarfilm bewusst ausgelassen hätten. Feng sagte, sie hätten dies getan, um die Idee zu verstärken, dass Chai die Studenten verlassen hatte, obwohl sie gewusst haben soll, dass sie massakriert werden würden. Die ausführliche Darstellung des Massakers in ihrer Rede vom 8. Juni wäre der Beweis gewesen, dass sie auf dem Platz war, bis die gewaltsame Niederschlagung durch die Regierung stattfand. Da diese Darstellung während ihrer Rede ausgelassen worden war, hätten die Filmproduzenten die historische Wahrheit falsch wiedergegeben, so Feng.
- „Women qidai de jiu shi liuxue“ (我们期待的就是流血/was wir eigentlich erhoffen, ist Blutvergießen) – Chai Ling beim Philip-Cunningham-Interview.[5][22]

Feng behauptete, dass Carma Hinton „qidai“ falsch übersetzt und es aus dem Kontext herausgenommen hätte, um den Zuschauern den Eindruck zu vermitteln, dass Chai Ling und andere Studentenführer das Blutvergießen während der Niederschlagung provoziert und erhofft hätten. Feng deutete an, dass „qidai“ richtig übersetzt „Hoffnung mit Vorfreude oder Wartezeit“ bedeute. Er erklärte, dass die Besatzer des Platzes von dem möglichen Durchgreifen wussten und sie wollten, dass es in der Öffentlichkeit geschehe, sodass die internationale Gemeinschaft, die unterdrückerische Natur der chinesischen Regierung sehen würde. Feng sagte auch, dass die Produzenten es hätten klar darstellen müssen, dass die Studentenführer sich große Mühe gegeben und alles Mögliche unternommen hatten, um sicherzustellen, dass die Studenten, die vor der Niederschlagung auf dem Platz blieben, freiwillig dort geblieben waren und das Risiko kannten. Im letzten Augenblick, um 04:30 Uhr am 4. Juni 1989, als das Massaker auf dem Platz des Himmlischen Friedens bereits sechs Stunden dauerte, war es Feng selbst, der den Befehl gab, sich von dem Denkmal zurückzuziehen, das sich in der Mitte des Platzes befand. Bevor er diesen Befehl erteilte, hätte er sich mit Chai Ling und anderen Studentenführern, die noch auf dem Platz waren, beraten, so Feng.